# Monastère Saint-Adrien de Sasabe
Le monastère Saint-Adrien de Sasabe, fondé à une date imprécise dans la vallée pyrénéenne de Lubierre, un petit affluent de l'Aragon, dans la communauté autonome du même nom, dans l'actuelle commune de Borau, a été le premier siège épiscopal du comté d'Aragon. Tout ce qu'il en reste aujourd'hui se limite à l'église romane, élevée au début du XIIe siècle. Les ruines du monastère sont encore ensevelies sous terre.

## Histoire
Le monastère est fondé à l'époque wisigothique, à une date imprécise. On sait seulement qu'en 719, lorsque les Arabes envahissent la région, les évêques de Huesca y trouvent refuge. Le monastère accueille alors une petite communauté, mais qui prend une certaine importance, puisqu'il devient le cœur religieux et culturel du comté d'Aragon, fondé à la même période autour de Jaca. À partir de 922, le monastère devient la résidence principale des évêques d'Aragon, qui se déplacent le plus souvent dans la vallée de Borau : ils fréquentent également les monastères Saint-Jean de la Peña et Saint-Pierre de Siresa. Le premier d'entre eux est Ferriolo, episcopus sisabensis. Une pierre rappelle également que trois évêques y sont enterrés.
En 1050, le premier roi d'Aragon, Ramire Ier, fait réformer le monastère et en expulse les moines qui ne suivent pas la règle. Il le cède, avec d'autres biens dans les vallées de Borau et de Tena, et de la région de Jaca, à l'évêque García (es). À la fin du XIe siècle, l'évêché est transféré à Jaca. Sous l'impulsion de l'abbé Sanche de Larrosa (es), l'église est reconstruite entre 1100 et 1104, et consacrée par l'évêque de Huesca, Étienne (es), en présence du roi Pierre Ier et de son frère Alphonse. La signature de l'abbé Sanche de Larrosa – un visage riant –, connue par les chartes de la cathédrale de Huesca qu'il signe entre 1098 et 1101, laisse penser que le modillon en forme de visage de l'abside lui rend hommage.
L'église se trouve à la confluences des deux rivières Calcil et Lupán, qui donnent naissance à la rivière Lubierre. La beauté du site est aussi son malheur : les crues répétées de la rivière ont pratiquement enterré le bâtiment. Le monastère, qui a complètement perdu de son importance est transformé en prieuré. Le bâtiment est alors encombré d'alluvions et de terre, au point que la fenêtre haute sert de porte d'entrée. Le monastère devient alors un simple ermitage. Des fouilles l'ont exhumé entre 1957 et 1961. À la suite des pluies exceptionnelles, le toit de l'église s'effondre en 2005. Afin de régler définitivement les problèmes d'infiltration d'eau, qui transformaient l'église en piscine couverte, de vastes travaux de drainage sont entrepris.

## Description
Le bâtiment est d'une grande simplicité. Il est constitué d'une seule nef, fermée par une abside semi-circulaire voûtée en cul-de-four. Accessible par une porte pratiquée dans le mur nord est élevée une tour carrée, dont il ne subsiste aujourd'hui que la partie inférieure.
Le style roman de l'édifice combine les influences locales du roman jaqués (typique de Jaca) et lombard. À l’extérieur de l’abside et sur la façade principale, on retrouve des reliefs décoratifs comme les palmettes ou le damier, typiques de l'art roman jaqués, comme dans l'église Sainte-Marie d'Iguácel (es).

### Source
- (es) Cet article est partiellement ou en totalité issu de l’article de Wikipédia en espagnol intitulé « Monasterio de San Adrián de Sasabe » (voir la liste des auteurs).